# Joan Filbà Fernández
Joan Filbà Fernández (Mataró, 10 de gener de 1955 - Barcelona, 10 d'octubre de 1981) va ser un jugador de bàsquet català. Mesurava 2.08 cm i la seva posició en la pista era la de pivot. Va jugar cinc temporades a l'equip on es va formar, el Club Joventut Badalona, on guanyà una Copa i una Lliga. El 1979 marxa de la Penya i fitxa pel Cotonificio d'Aíto; la temporada següent la jugarà al Bàsquet Manresa. Quan hi havia signat per l'OAR Ferrol, va tenir un desgraciat accident d'automòbil en les rodalies d'Arenys de Mar, dos mesos després, amb tan sols 26 anys, moriria a l'Hospital Vall d'Hebron (aleshores conegut com a Francisco Franco).
Amb vint anys va aconseguir la internacionalitat absoluta amb Espanya, després d'haver jugat en seleccions inferiors. Seleccionat pel mític Díaz Miguel, debuta el 21 de maig de 1975 a Bilbao, en un partit amistós davant de Canadà, en el qual la selecció va perdre per 94-102. El seu rècord d'anotació amb la selecció ho va obtenir en els Jocs Mediterranis d'Alger (1975) enfront de Grècia, amb vint-i-cinc punts. Va vestir la samarreta de la selecció espanyola en 25 ocasions, disputant l'Eurobasket de 1975, en què l'equip nacional va acabar quart, i l'Eurobasket de 1977, on la selecció va acabar en novena posició.